# IOS
iOS (до 24 июня 2010 года — iPhone OS) — мобильная операционная система для смартфонов, электронных планшетов, носимых проигрывателей, разрабатываемая и выпускаемая американской компанией Apple. Первоначально — для iPhone и iPod touch, позже — для таких устройств, как iPad. В 2014 году появилась поддержка автомобильных мультимедийных систем Apple CarPlay. В отличие от Android (Google), выпускается только для устройств, производимых фирмой Apple.
В iOS используется ядро XNU, основанное на микроядре Mach и содержащее программный код, разработанный компанией Apple, а также код из ОС NeXTSTEP и FreeBSD. Ядро iOS почти идентично ядру настольной операционной системы Apple macOS (ранее называвшейся OS X). Начиная с самой первой версии, iOS работает только на планшетных компьютерах и смартфонах с процессорами архитектуры ARM.

## Общие сведения
Пользовательский интерфейс iOS основан на концепции прямого взаимодействия с использованием жестов «мультитач». Элементы управления интерфейсом состоят из ползунков, переключателей и кнопок.
iOS разработана на основе операционной системы OS X (позднее переименованной в macOS) и использует тот же набор основных компонентов Darwin, совместимый со стандартом POSIX.
Слои абстракции iOS:
- Core OS;
- Core Services;
- Media Layer;
- Cocoa Touch.

## История создания
Операционная система iPhone OS была представлена 9 января 2007 года совместно со смартфоном iPhone 2G (первый смартфон компании Apple) лично Стивом Джобсом на выставке-конференции Macworld Conference & Expo и выпущена в июне того же года. Apple не предполагала отдельного названия для операционной системы, поэтому первоначальный слоган звучал так: «iPhone работает на OS X».
27 января 2010 года был представлен iPad 1 (первый планшетный компьютер компании Apple), для которого была создана особая версия ОС iPhone OS 3.2, из особенностей имевшая обои на рабочем столе и видоизменённый Dock.
В июне 2010 года компания Apple решила переименовать операционную систему iPhone OS в iOS. Желая избежать возможных судебных разбирательств с компанией Cisco, которая на тот момент уже более десятилетия использовала название IOS для своих операционных систем, применяемых в маршрутизаторах, Apple приобрела у Cisco лицензию на торговую марку IOS.
iOS 4.0 (унифицированная версия iPhone OS, совместимая с iPhone, iPad и iPod Touch) вышла в конце 2010 года, унаследовав большинство нововведений, представленных в iPhone OS 3.2 (но теперь уже на всех устройствах, а не только iPad).
В 2017 году на конференции WWDC 2017 было объявлено о переименовании версии iOS для планшетов Apple в iPadOS. Операционная система получила ряд нововведений, эксклюзивных для планшетов, и с тех пор iPadOS развивалась параллельно с iOS, не всегда получая новые функции одновременно с последней.
В конце мая 2025 года стало известно, что в рамках масштабного ребрендинга операционных систем вместо запланированного релиза iOS 19 выйдет iOS 26.

## Приложения iOS
К июню 2015 года магазин приложений App Store содержал 1,5 млн приложений для iOS, которые все вместе были загружены более 100 млрд раз.

## История версий
- Версия 1 (iPhoneOS 1) → 2007
- Версия 2 (iPhoneOS 2) → 2008
- Версия 3 (iPhoneOS 3) → 2009
- Версия 4 (iOS 4) → 2010
- Версия 5 (iOS 5) → 2011
- Версия 6 (iOS 6) → 2012
- Версия 7 (iOS 7) → 2013
- Версия 8 (iOS 8) → 2014
- Версия 9 (iOS 9) → 2015
- Версия 10 (iOS 10) → 2016
- Версия 11 (iOS 11) → 2017
- Версия 12 (iOS 12) → 2018
- Версия 13 (iOS 13) → 2019
- Версия 14 (iOS 14) → 2020
- Версия 15 (iOS 15) → 2021
- Версия 16 (iOS 16) → 2022
- Версия 17 (iOS 17) → 2023
- Версия 18 (iOS 18) → 2024
- Версия 26 (iOS 26) → 2025

## Стороннее ПО
Другие приложения могут быть разработаны с помощью Xcode для Mac и iPhone, iPod Touch и iPad, Codea для iPad, и опубликованы в App Store — онлайн-магазине, который поставляется с самим iPhone/iPod touch/iPad начиная с версии iPhone OS 2.0, и является крупнейшим магазином мобильных приложений (на июнь 2013 года — более 900 тыс. приложений для iOS, более 350 тыс. приложений специально для iPad). Формат установочных пакетов — .ipa. Для установки приложения должны быть подписаны сертификатом, выпущенным компанией Apple (разработчики могут получить временный сертификат для установки приложений на ограниченном числе устройств). Запуск неподписанных приложений в некоторых версиях возможен после процедуры Jailbreak.